# Xewkija

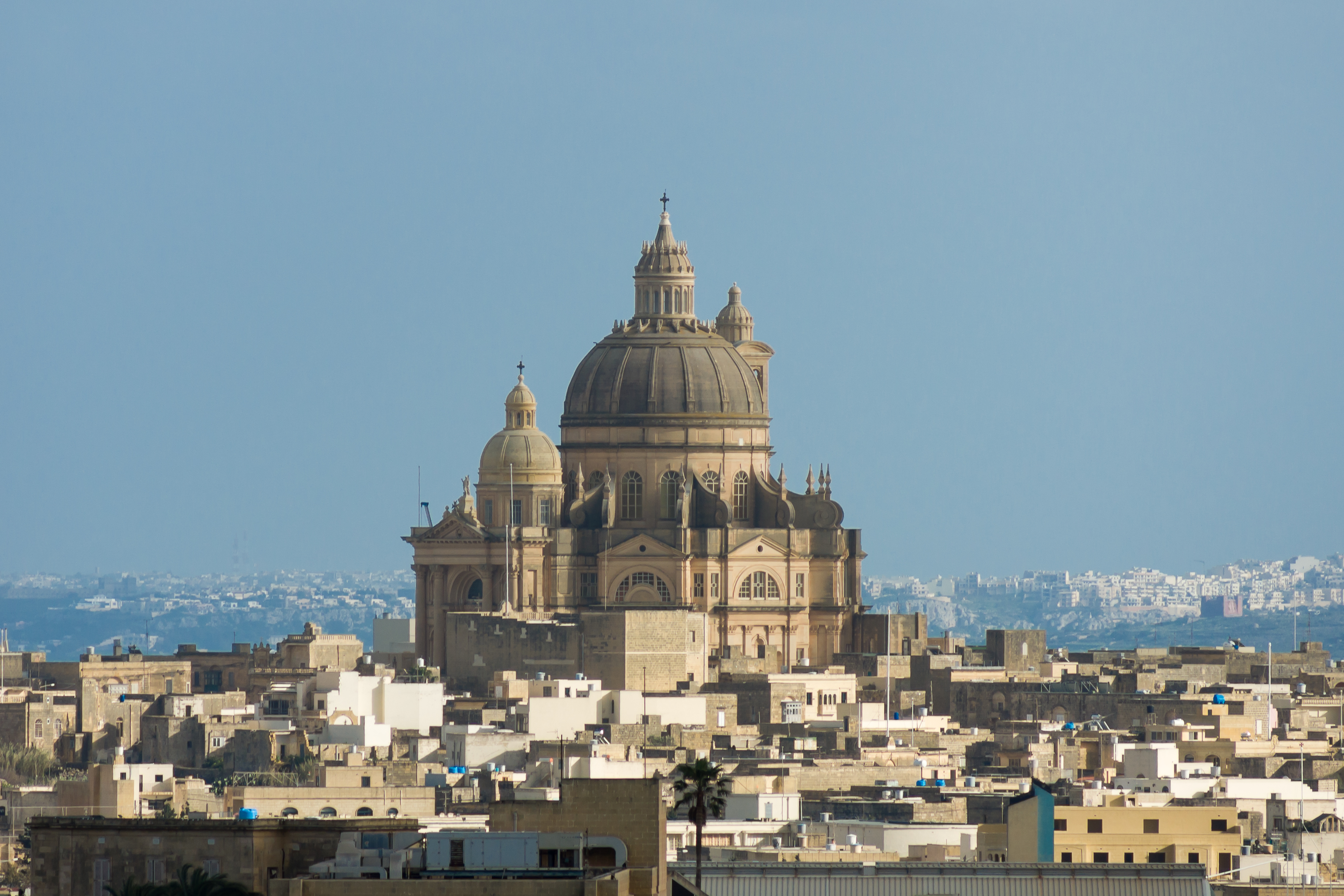

Xewkija (em maltês: Ix-Xewkija; em italiano: Casal Xeuchia) é uma vila e concelho local da ilha de Gozo em Malta, que em 2014 tinha cerca de 3 300 habitantes.